# Сенечів
Сенечів — село у Вигодській громаді Калуського району Івано-Франківської області України.

## Розташування
Село є найвіддаленішим населеним пунктом Вигодської громади. Розташоване за 40 км від міста Долина у мальовничій гірській місцевості. Через село протікає річка Мізунка. Найвища гора в східному напрямку — Городище Велике (1370 м).
Сенечів є найзахіднішим населеним пунктом Івано-Франківської області.
У селі беруть початок потоки: Слов'янський, Жабинець та Обнога — ліві допливи Мізунки.

## Історія
Перша згадка в джерелах про поселення датується 1752 роком.
За переказами село дістало свою назву від перших поселенців. Це було семеро втікачів, які врятувалися від татарського нападу і знайшли безпечне місце на гірській полонині. Тобто — сім чіл (від слова «чоло»). На карті 1775 року село позначене як «Сіначоле».
У 1939 році в селі проживало 1310 мешканців (1270 українців, 30 поляків, 10 євреїв).
За радянської влади в документах до 1989 року називали село Семичів.

## Населення

### Мова
Розподіл населення за рідною мовою за даними перепису 2001 року:
| Мова       | Кількість | Відсоток |
| ---------- | --------- | -------- |
| українська | 1030      | 99.9%    |
| російська  | 1         | 0.1%     |
| Усього     | 1031      | 100%     |

## Пам'ятки
- У 1831 році збудовано церкву Святого Архангела Михаїла, яка є пам'яткою архітектури[4].

- У селі є декілька пам'ятних Хрестів.

- Символічна могила «Борцям за волю України».

## Соціальна сфера
У 1971 році збудовано
загальноосвітню школу та клуб, в
1972 році — будинок для вчителів, у
2001 році — адмінбудинок сільської
ради.

## Відомі люди

### Народились в селі
- Залізняк-Охримович Олена Юліанівна —  українська громадська діячка, журналістка, учасниця жіночого руху, очільниця жіночих організацій в канадській діаспорі, таких як Український жіночий союз, Світова федерація українських жіночих організацій, авторка статей про відомих українок.

### Пов'язані з селом
- Суслинець Дмитро «Буйтур» (03.12.1905-07.11.1946; нар. в с. Верхня Рожанка Сколівського району Львівської області) — брав участь у боях Карпатської Січі у 1939 р. Активно працював над створенням відділів Української народної самооборони на Сколівщині. Керував операцією відділу УНС по розгрому німецького штрафного табору для української молоді в м. Святослав 18 серпня 1943 р. В 1944 р. восени призначений командиром сотні ім. Хмельницького куреня «Бойки» в ТВ-24 «Маківка». Загинув у бою в с. Сенечів[5].